# Seichalas
Seychalles és un municipi francès situat al departament del Puèi Domat i a la regió d'Alvèrnia-Roine-Alps. L'any 2007 tenia 563 habitants.

## Demografia

### Població
El 2007 la població de fet de Seychalles era de 563 persones. Hi havia 214 famílies de les quals 38 eren unipersonals (17 homes vivint sols i 21 dones vivint soles), 79 parelles sense fills, 84 parelles amb fills i 13 famílies monoparentals amb fills.
La població ha evolucionat segons el següent gràfic:
Habitants censats

### Habitatges
El 2007 hi havia 244 habitatges, 219 eren l'habitatge principal de la família, 8 eren segones residències i 17 estaven desocupats. 241 eren cases i 3 eren apartaments. Dels 219 habitatges principals, 195 estaven ocupats pels seus propietaris, 18 estaven llogats i ocupats pels llogaters i 6 estaven cedits a títol gratuït; 5 tenien dues cambres, 25 en tenien tres, 56 en tenien quatre i 133 en tenien cinc o més. 180 habitatges disposaven pel capbaix d'una plaça de pàrquing. A 62 habitatges hi havia un automòbil i a 140 n'hi havia dos o més.

### Piràmide de població
La piràmide de població per edats i sexe el 2009 era:
| Homes | Edats   | Dones |
| ----- | ------- | ----- |
| 0     | 95 o +  | 0     |
| 0     | 90 a 94 | 4     |
| 0     | 85 a 89 | 0     |
| 0     | 80 a 84 | 0     |
| 8     | 75 a 79 | 20    |
| 4     | 70 a 74 | 16    |
| 12    | 65 a 69 | 12    |
| 4     | 60 a 64 | 8     |
| 12    | 55 a 59 | 8     |
| 24    | 50 a 54 | 12    |
| 28    | 45 a 49 | 36    |
| 28    | 40 a 44 | 20    |
| 20    | 35 a 39 | 12    |
| 16    | 30 a 34 | 8     |
| 16    | 25 a 29 | 4     |
| 12    | 20 a 24 | 12    |
| 24    | 15 a 19 | 16    |
| 8     | 10 a 14 | 12    |
| 4     | 5 a 9   | 12    |
| 8     | 0 a 4   | 8     |

## Economia
El 2007 la població en edat de treballar era de 361 persones, 285 eren actives i 76 eren inactives. De les 285 persones actives 260 estaven ocupades (143 homes i 117 dones) i 24 estaven aturades (9 homes i 15 dones). De les 76 persones inactives 29 estaven jubilades, 19 estaven estudiant i 28 estaven classificades com a «altres inactius».

### Ingressos
El 2009 a Seychalles hi havia 241 unitats fiscals que integraven 617 persones, la mediana anual d'ingressos fiscals per persona era de 17.570 €.

### Activitats econòmiques
Dels 14 establiments que hi havia el 2007, 1 era d'una empresa de fabricació d'altres productes industrials, 3 d'empreses de construcció, 6 d'empreses de comerç i reparació d'automòbils, 1 d'una empresa de transport, 2 d'empreses d'hostatgeria i restauració i 1 d'una empresa de serveis.
Dels 4 establiments de servei als particulars que hi havia el 2009, 1 era una lampisteria, 1 electricista i 2 restaurants.
L'únic establiment comercial que hi havia el 2009 era una botiga de menys de 120 m².
L'any 2000 a Seychalles hi havia 28 explotacions agrícoles que ocupaven un total de 732 hectàrees.

## Equipaments sanitaris i escolars
El 2009 hi havia una escola elemental.

## Poblacions més properes
El següent diagrama mostra les poblacions més properes.